# 민족대표 48인

1920년 7월 12일자 동아일보에 실린 기사. 3.1 운동에 참가한 민족대표 48인 공판에 관한 기사문이다.

민족대표 48인은 1919년 3·1 운동 때 기미독립선언서의 기초와 서명, 인쇄 및 배포, 탑골공원 만세 시위 등 3·1 운동의 기획과 실행에 참가한 핵심 인사 48명이다. 보통 민족대표 33인 외에도 3·1 운동의 계획과 조직에 가담하거나 연락한 인물들을 추가하여 설정한다. 이는 출국이나 교통편 등으로 미처 연락이 닿지 못한 민족대표 독립운동가들의 존재를 고려한 의견이기도 하다.
본래는 이 사건으로 일본 제국 법정에서 재판을 받은 48명, 즉 독립선언서에 서명한 민족대표 33인 가운데 3·1 운동 직후 해외로 망명하여 체포되지 않은 김병조와 재판 판결이 내려지기 전에 구금 중 사망한 양한묵을 제외한 31인에 박인호 등 17인을 더한 인원을 가리키나, 편의상 민족대표 33인에 15~16인만 더해서 민족대표 48인, 중앙지도체 48인이라는 표현을 사용하는 경우도 있다.
이들 가운데 최남선과 현상윤이 추후 친일 행위로 민족문제연구소가 발표한 민족문제연구소의 친일인명사전 수록예정자 명단에 오르는 등 친일파로 불리는 경우도 있다.

## 명단
- 3.1운동 민족대표 48인
  - 민족대표 31인 (민족대표 33인 중 망명한 김병조와 옥사한 양한묵을 제외)
  - 그 외 17인 (박인호, 김홍규, 노헌용, 이경섭(이상 천도교), 김도태, 안세환, 함태영, 김원벽, 김세환(이상 기독교), 임규, 송진우, 현상윤, 최남선, 강기덕, 정노식, 김지환, 한병익)

## 민족대표 48인 일람
- 민족대표 31인 외 17인

| 종교   | 이름   | 생년 | 몰년 | 출신 지역 | 신분                          | 형량         | 이후 행적                | 건국훈장 훈격 | 서훈 년도 |
| ------ | ------ | ---- | ---- | --------- | ----------------------------- | ------------ | ------------------------ | ------------- | --------- |
| 천도교 | 박인호 | 1864 | 1940 | 충남 예산 | 천도교 4세 교주               | 무죄         | 천도교 교역              | 독립장        | 1990      |
| 천도교 | 김홍규 | 1876 | 1959 | 전북 김제 | 천도교 신자 (보성사 공장감독) | 징역 1년     | -                        | 애국장        | 1990      |
| 천도교 | 노헌용 | 1866 | ?    | 황해 곡산 | 천도교 중앙총부 금융관장      | 무죄         | -                        | 애국장        | 2019      |
| 천도교 | 이경섭 | 1874 | ?    | 황해 곡산 | 천도교 봉훈                   | 징역 1년 6월 | -                        | 독립장        | 1962      |
| 천도교 | 한병익 | 1895 | ?    | 황해 수안 | 천도교 신도                   | 징역 1년     | -                        | -             | -         |
| 기독교 | 김도태 | 1891 | 1956 | 평북 정주 | 명신학교 교사                 | 무죄         | 휘문고보 교사, 친일 행적 | 애국장        | 1990      |
| 기독교 | 안세환 | 1892 | 1927 | 평남 평원 | 평양 기독교서원 총무          | 무죄         | 복역 후유증으로 사망     | 독립장        | 1963      |
| 기독교 | 함태영 | 1873 | 1964 | 함북 무산 | 세브란스예배당 조사           | 징역 3년     | 목회 활동                | 독립장        | 1962      |
| 기독교 | 김원벽 | 1894 | 1928 | 황해 은율 | 연희전문 3년생                | 징역 2년     | 언론 활동                | 독립장        | 1962      |
| 기독교 | 김세환 | 1889 | 1945 | 경기 수원 | 삼일여학교 학감               | 무죄         | 교육사업                 | 독립장        | 1963      |
| 일반   | 임규   | 1867 | 1948 | 전북 익산 | 경성부 일본어 교사            | 무죄         | -                        | 애국장        | 1990      |
| 일반   | 송진우 | 1890 | 1945 | 전남 담양 | 중앙학교 교장                 | 무죄         | 언론 활동                | 독립장        | 1963      |
| 일반   | 현상윤 | 1893 | 1950 | 평북 정주 | 중앙학교 교사                 | 무죄         | 변절                     | -             | -         |
| 일반   | 최남선 | 1890 | 1967 | 한성      | 출판업                        | 징역 2년 6월 | 변절                     | -             | -         |
| 일반   | 강기덕 | 1886 | ?    | 함남 원산 | 보성법률상업전문 3년생        | 징역 2년     | 한국전쟁 중 입북         | 독립장        | 1990      |
| 일반   | 정노식 | 1891 | 1965 | 전북 김제 | 재일 유학생                   | 무죄         | 광복 후 월북             | -             | -         |
| 일반   | 김지환 | 1892 | 1972 | 평북 정주 | 일본 유학 후 귀국             | 무죄         | -                        | 독립장        | 1963      |

## 같이 보기
- 3.1 운동
- 3.1 운동 민족대표 33인
- 3.1절
- 자제단
- 무오독립선언 연서자 (39인)